# محفز الإلبان المشيمي
مُحفز الإلبان المشيمي هو هرمون مشيمي عديد الببتيد، يمثل جزءًا من عائلة هرمونات السوماتوتروبين. ويشبه في تركيبته ووظيفته هرمون النمو. ويقوم بتعديل الحالة الأيضية للأم خلال فترة الحمل للعمل على تسهيل إمداد الجنين بالطاقة.
تم تعريف هرمون مُحفز الإلبان المشيمي من النوع الأول والثاني على أنه جزيئات مشابهة للبرولاكتين يمكنها الارتباط بمُستقبل البرولاكتين بألفة عالية ومحاكاة أنشطة البرولاكتين. ويمكن أن تشارك هذه الهرمونات في إفراز اللبن وصيانة هرمون الأصفري وإنتاج البروجستيرون (في الجرذان) خلال مراحل الحمل الأخيرة. وربما يكون مُحفز الإلبان المشيمي مهمًا في تحفيز تكاثر الخلية الثديية، وكذلك تحفيز بعض تكيفات أيض الكربوهيدرات وأيض الليبيدات لدى الأمهات.